# Königsheim
Königsheim – miejscowość i gmina w Niemczech, w kraju związkowym Badenia-Wirtembergia, w rejencji Fryburg, w regionie Schwarzwald-Baar-Heuberg, w powiecie Tuttlingen, wchodzi w skład związku gmin Heuberg. Leży w Jurze Szwabskiej, w Parku Natury Górnego Dunaju, ok. 13 km na północ od Tuttlingen.